# 城平京
城平 京（しろだいら きょう、1974年〈昭和49年〉6月15日 -）は、日本の小説家・推理作家・漫画原作者。奈良県出身。大阪市立大学卒業。

## 経歴・人物
1997年、公募アンソロジー『本格推理 (10) 独創の殺人鬼たち』に短編「飢えた天使」が掲載される。1998年、第8回鮎川哲也賞最終候補作『名探偵に薔薇を』を創元推理文庫より刊行し本格的に小説家としてデビュー。その後、漫画『スパイラル 〜推理の絆〜』（『月刊少年ガンガン』連載）の原作を手がけ、大ヒットシリーズとなる。2012年、『虚構推理 鋼人七瀬』で第12回本格ミステリ大賞小説部門受賞。
筆名は平城京のもじり。海中無脊椎動物をこよなく愛する。自画像はクラゲ。

## 作品リスト

### 小説

#### 小説 スパイラル〜推理の絆〜
- 小説 スパイラル〜推理の絆〜 ソードマスターの犯罪（2001年3月 エニックス）
- 小説 スパイラル〜推理の絆〜2 鋼鉄番長の密室（2002年3月 エニックス）
- 小説 スパイラル〜推理の絆〜3 エリアス・ザウエルの人喰いピアノ（2003年3月 エニックス）
- 小説 スパイラル〜推理の絆〜4 幸福の終わり、終わりの幸福（2004年3月 エニックス）

#### 虚構推理
- 虚構推理 鋼人七瀬（2011年5月 講談社ノベルス）
  - 【改題】虚構推理（2015年12月 講談社文庫 / 2019年1月 講談社タイガ）
- 虚構推理短編集 岩永琴子の出現（2018年12月 講談社タイガ）
  - 収録作品：ヌシの大蛇は聞いていた / うなぎ屋の幸運日 / 電撃のピノッキオ、あるいは星に願いを / ギロチン三四郎 / 幻の自販機
- 虚構推理 スリーピング・マーダー（2019年6月 講談社タイガ）
- 虚構推理短編集 岩永琴子の純真（2021年10月 講談社タイガ）
  - 収録作品：雪女のジレンマ / よく考えると怖くないでもない話 / 死者の不確かな伝言 / 的を得ないで的を射よう / 雪女を斬る
- 虚構推理 逆襲と敗北の日（2021年12月 講談社タイガ）
- 虚構推理短編集 岩永琴子の密室（2023年2月 講談社タイガ）
  - 収録作品：みだりに扉を開けるなかれ / 鉄板前の眠り姫 /  かくてあらかじめ失われ…… / 怪談・血まみれパイロン / 飛島家の殺人

#### その他の小説
- 名探偵に薔薇を（1998年7月 創元推理文庫）
- 雨の日も神様と相撲を（2016年1月 講談社タイガ）

#### 単行本未収録作品
「」内が城平京の作品
- 本格推理 (10) 独創の殺人鬼たち（1997年7月 光文社文庫）「飢えた天使」
- 創元推理18 丑三つ時から夜明けまで（1998年10月 東京創元社）「夕べにはパズルめいて」
- 非日常の謎 ミステリアンソロジー（2021年3月 講談社タイガ）「これは運命ではない」

#### アンソロジー
「」内が城平京の作品
- 本格推理 (10) 独創の殺人鬼たち（1997年7月 光文社文庫）「飢えた天使」 - 編：鮎川哲也
- ベスト本格ミステリ2018（2018年6月 講談社ノベルス）「ヌシの大蛇は聞いていた」 - 編：本格ミステリ作家クラブ
- 非日常の謎 ミステリアンソロジー（2021年3月 講談社タイガ）「これは運命ではない」
- 放課後推理大全 学園ミステリーアンソロジー（2024年8月 朝日文庫）「岩永琴子は高校生だった」 - 編：大矢博子

### 漫画原作
- スパイラル 〜推理の絆〜（〈全15巻〉2000年2月 - 2006年1月 ガンガンコミックス） - 画：水野英多
- スパイラル・アライヴ（〈全5巻〉 2002年4月 - 2008年8月 ガンガンコミックス） - 画：水野英多
- ヴァンパイア十字界（〈全9巻〉 2003年12月 - 2007年4月 ガンガンコミックス） - 画：木村有里
- 絶園のテンペスト（〈全10巻〉 2010年2月 - 2013年11月 ガンガンコミックス） - 構成：左有秀、作画：彩崎廉
- 天賀井さんは案外ふつう（〈全4巻〉 2016年1月 - 2017年6月 ガンガンコミックス） - 作画：水野英多
- 虚構推理（2015年10月 - 講談社コミックス月刊マガジン） - 漫画：片瀬茶柴
- 雨の日も神様と相撲を（〈全3巻〉 2020年1月 - 2021年2月 講談社コミックス月刊マガジン） - 漫画：戸賀環

### ドラマCD
- 岩永琴子は悔い改めない（2020年3月 虚構推理 Blu-ray / DVD Vol.1 封入特典）
- だから犬は登場しません（2023年3月 虚構推理 Season2 Blu-ray Vol.1 封入特典）